# Rami Kaib
Rami Kaib (sinh ngày 8 tháng 5 năm 1997) là một cầu thủ bóng đá người Thụy Điển thi đấu cho IF Elfsborg.